# Dorfkirche Buchar

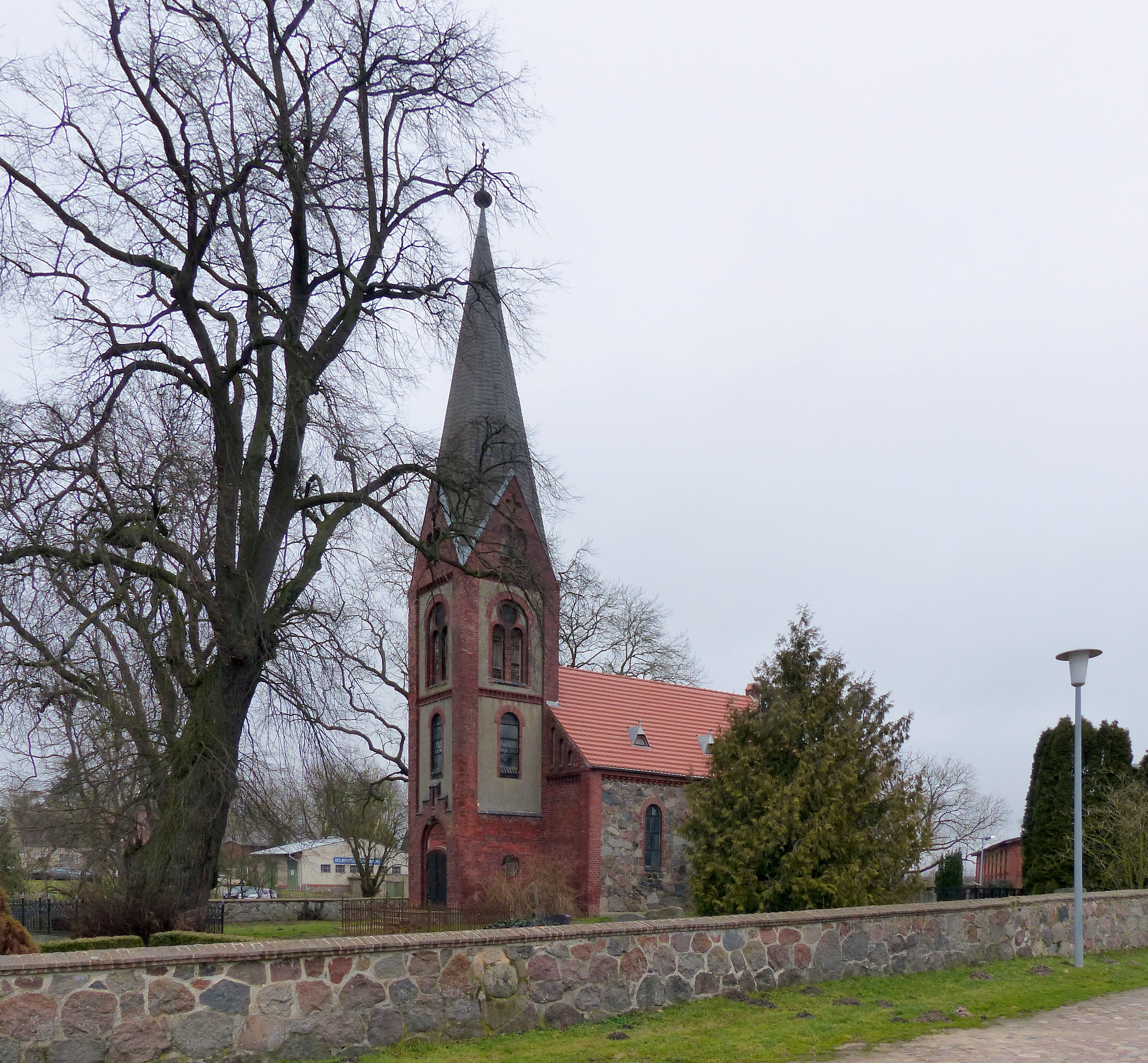
Kirche Buchar

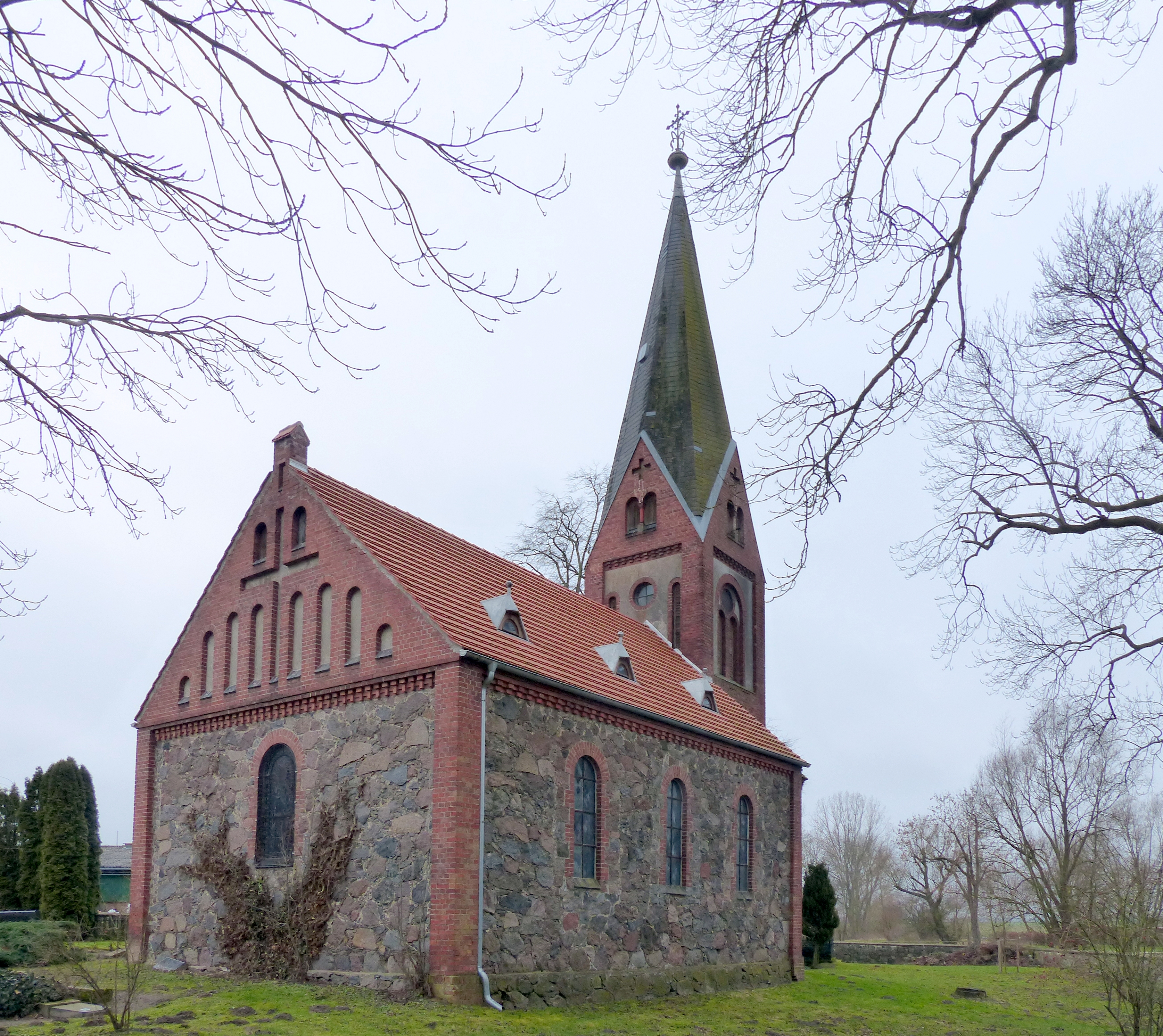
Ansicht von Nordosten

Die Kirche Buchar ist ein Kirchengebäude in Buchar, einem Ortsteil der Stadt Altentreptow im Landkreis Mecklenburgische Seenplatte, Mecklenburg-Vorpommern. Die Kirche gehört zur Kirchengemeinde Klatzow in der Propstei Demmin im Kirchenkreis Pommern der Evangelisch-Lutherischen Kirche in Norddeutschland.

## Geschichte
In Buchar befand sich im 14. Jahrhundert eine Kapelle, die der Kirche Klatzow unterstellt war. Ludolf Pinnow überließ 1331 das Patronatsrecht dem Kloster Verchen. Bischof Friedrich von Cammin bestätigte 1335 die Trennung der Bucharer Kapelle von Klatzow und die Gründung eines eigenen Kirchspiels.
Im 16. Jahrhundert gehörte die Bucharer Kirche zusammen mit der Pripslebener Kirche zur Pfarrkirche Barkow. In der Kirchenvisitation vom 19. August 1575 unter Herzog Ernst Ludwig wurde festgestellt, dass das Barkower Kirchspiel keinen eigenen Prediger unterhalten könne. Das Kirchspiel wurde daher aufgelöst und die drei Kirchen der St.-Peter-Kirche in Altentreptow unterstellt.
Nach Johann Ernst Fabri wurde in der Bucharer Kirche gegen Ende des 18. Jahrhunderts gewöhnlich nicht gepredigt. Zu Anfang des 20. Jahrhunderts wurde die Kirche durch einen Neubau ersetzt.

## Gebäude und Ausstattung
Die Kirche wurde auf einem rechteckigen Grundriss aus behauenen Feldsteinen mit Architekturelementen aus Backstein im Stil der Neuromanik errichtet. An den Seiten befinden sich je drei Rundbogenfenster, ein weiteres befindet sich in der Ostwand. Der Ostgiebel ist durch rundbogige Putzblenden und ein Blendenkreuz gegliedert. Auf jeder Seite des ziegelgedeckten Satteldachs befinden sich drei kleine Dachgauben.
Der quadratische Westturm ist dreigeschossig in Backstein ausgeführt und mit Holzschindeln gedeckt. Er ist durch Ecklisenen und Rundbogenfenster gegliedert. Die Turmspitze ist ein Faltdach mit vier Rautenhälftenpaaren und vier Schildgiebeln mit je zwei kleinen Rundbogenfenstern. Im rundbogigen Westportal des Turmes befindet sich eine korbbogige Tür. Im Tympanon darüber ist die Inschrift „Ich bin die Tür, so jemand durch mich eingehet, der wird selig werden. Joh. 10. v. 9.“ angebracht.
Der Innenraum der Saalkirche ist als hölzerne Tonne ausgeführt. Die in Holz gehaltene Ausstattung stammt aus der Bauzeit vom Anfang des 20. Jahrhunderts. Zu ihr gehören der Altartisch mit Kreuzaufsatz, die Kanzel, das Kirchen- und Pastorengestühl sowie ein Lesepult und eine achteckige Taufe.
Auf der Westempore befindet sich eine Orgel aus der Werkstatt von Barnim Grüneberg. Der Raum unter der Empore ist durch Fenster als Winterkirche abgetrennt.
An den Brüstungsfeldern der Empore sind Gedenktafeln mit den Namen im Ersten Weltkrieg gefallener Gemeindemitglieder angebracht. An die Gefallenen des Zweiten Weltkriegs erinnern ein einfaches Kreuz aus einem Birkenstamm und kleine Holztafeln mit Namen.